# کاستخون د لاس آرماس
کاستخون د لاس آرماس (به اسپانیایی: Castejón de las Armas) یک دهستان در اسپانیا است که در استان ساراگوسا واقع شده‌است. کاستخون د لاس آرماس ۱۶ کیلومتر مربع مساحت و ۹۹ نفر جمعیت دارد.